# Роша, Рикардо
Рика́рдо Робе́рто Барре́то да Ро́ша, либо просто Рикардо Роша (порт. Ricardo Roberto Barreto da Rocha; род. 11 сентября 1962, Ресифи) — бразильский футболист, выступавший на позиции защитника. Чемпион мира 1994 года, вице-чемпион Кубка Америки 1991 года. На клубном уровне выступал в 1980-е и 1990-е годы за 12 команд в чемпионатах Бразилии, Испании, Аргентины и Португалии. После завершения карьеры футболиста стал предпринимателем, несколько раз непродолжительное время тренировал профессиональные футбольные команды.

## Биография
Рикардо Роша начал карьеру футболиста в родном Ресифи, в клубе «Санту-Амару», в 1982 году. За год до того «Санту-Амару» добилась наивысшего достижения в своей истории, заняв второе место в бразильской Серии C, поэтому к игрокам этой команды было приковано пристальное внимание со стороны традиционных «грандов» футбола штата Пернамбуку. Уже в 1983 году Рикардо перешёл в стан «Санта-Круза», одного из популярнейших клубов Ресифи, где сразу же стал чемпионом штата.
В 1985—1988 годах выступал за «Гуарани» из Кампинаса, в составе которого дважды, в сезонах 1986 и 1987, становился вице-чемпионом Бразилии. В 1986 году Роша вошёл в символическую сборную бразильской Серии A, а в следующем году дебютировал в национальной сборной. На Панамериканских играх, выигранных Бразилией в том году, партнёрами Рикардо Роши были будущие чемпионы мира 1994 — Клаудио Таффарел и Раи, а на Кубке Америки 1987 года Роша играл вместе с Мюллером, Жоржиньо, Раи, Карекой, Дунгой и Ромарио.
В 1989—1991 годах, вернувшись на родину после короткого пребывания в португальском «Спортинге», Рикардо Роша выступал за «Сан-Паулу», в составе которого в 1991 году стал чемпионом Бразилии, дважды выигрывал чемпионат штата Сан-Паулу, а также два раза попадал в символическую сборную Серии A. Следующие два года Рикардо защищал цвета мадридского «Реала», с которым завоевал Кубок Испании 1992/93.
В 1993 году вернулся в Бразилию и занял с «Сантосом» 5 место в Серии A, при этом Роша в четвёртый раз в карьере получил «Серебряный мяч» участника символической сборной Серии A.
В 1994 году, уже будучи игроком «Васко да Гамы», Рикардо Роша отправился в США на свой второй в карьере чемпионат мира. Роша был основным защитником сборной Бразилии и начал игру группового этапа против России (2:0) в основе. Однако во втором тайме Роша получил травму (на 68 минуте его заменил Алдаир) и больше на турнире не выступал, однако в итоге стал вместе с командой чемпионом мира.
После 1995 года карьера Роши пошла на спад — он перестал вызываться в сборную Бразилии и, хотя три из четырёх последних его команд были весьма именитыми, титулов во «Флуминенсе», аргентинском «Ньюэллс Олд Бойзе» и «Фламенго» он не выиграл, в итоге завершив карьеру футболиста в 1998 году.
По окончании карьеры футболиста Рикардо Роша трижды возглавлял профессиональные футбольные клубы в Бразилии — дважды свой бывший клуб «Санта-Круз» (2001, 2008), а также КРБ из Масейо. Однако в основном Роша сконцентрировался на предпринимательской деятельности, связанной с футболом — он является президентом компании спортивного менеджмента RT Prosports.
Сын Рикардо Роши (полный тёзка с добавлением к фамилии Filho, то есть «Сын») также стал профессиональным футболистом. Рикардиньо Роша (род. 2 февраля 1986) выступал за такие команды, как «Наутико Ресифи», «Риу-Клару», «Жувентуде», «Валлетта».

## Титулы и достижения
- Чемпион Бразилии (1): 1991
- Обладатель Кубка Испании (1): 1992/93
- Лига Паулиста (2): 1989, 1991
- Лига Кариока (1): 1994
- Лига Пернамбукано (1): 1983
- Чемпион мира (1): 1994
- Чемпион Панамериканских игр (1): 1987
- Участник символической сборной Южной Америки: 1994
- Лучший игрок Бразилии (1): 1989
- Участник символической сборной чемпионата Бразилии (4): 1986, 1989, 1991, 1993